# 美幌町農業協同組合
美幌町農業協同組合（びほろちょうのうぎょうきょうどうくみあい、英称：JA Bihoro ）は北海道美幌町に本所を置く農業協同組合である。略称はJAびほろ。当農協の地区は 美幌町一円である。

## 概要
1944年（昭和19年）前身となる美幌農業会が発足、1948年（昭和23年）改組され、美幌町農協及び美幌町開拓農協が誕生。
主な特産品は、ビート及び麦類を中心とした穀物が盛んであり、他にも、玉ねぎや人参等、畑作が多い。
- 正組合員数　363人
- 准組合員数　1,500人
- 職員数　76人

## 事務所の一覧
カッコ内は所在地
- 本所（網走郡美幌町青山南30-1）